# Clovia roonensis
Clovia roonensis är en insektsart som beskrevs av Victor Lallemand 1940. Clovia roonensis ingår i släktet Clovia och familjen spottstritar. Inga underarter finns listade i Catalogue of Life.